# Ficus amadiensis
Ficus amadiensis är en mullbärsväxtart som beskrevs av De Wild.. Ficus amadiensis ingår i släktet fikonsläktet, och familjen mullbärsväxter. Inga underarter finns listade i Catalogue of Life.